# Ромеско
Роме́ско (исп. romesco) — соус на основе томатов, родина которого — каталонская провинция Таррагона (Испания). Принято считать, что впервые соус стали делать местные рыбаки, употребляя его к рыбе и морепродуктам. Ромеско также подходит и ко многим другим блюдам — от мясных до овощных, вплоть до запеченных долек картофеля и варёных яиц (и даже гамбургеров). Может употребляться в качестве как обычного соуса, так и как дипа.
Необходимо иметь в виду, что в испанском языке любой соус называется «сальса» (слово «сальса» (исп. salsa) — это и есть испанский аналог русского слова «соус»). Соус ромеско, соответственно, полностью именуется «ла сальса ромеско» (исп. La salsa romesco;  «римский соус»).  Неудивительно, что соус ромеско иногда путают с другими сальсами (соусами), распространёнными в Испании. 

## Промышленное изготовление

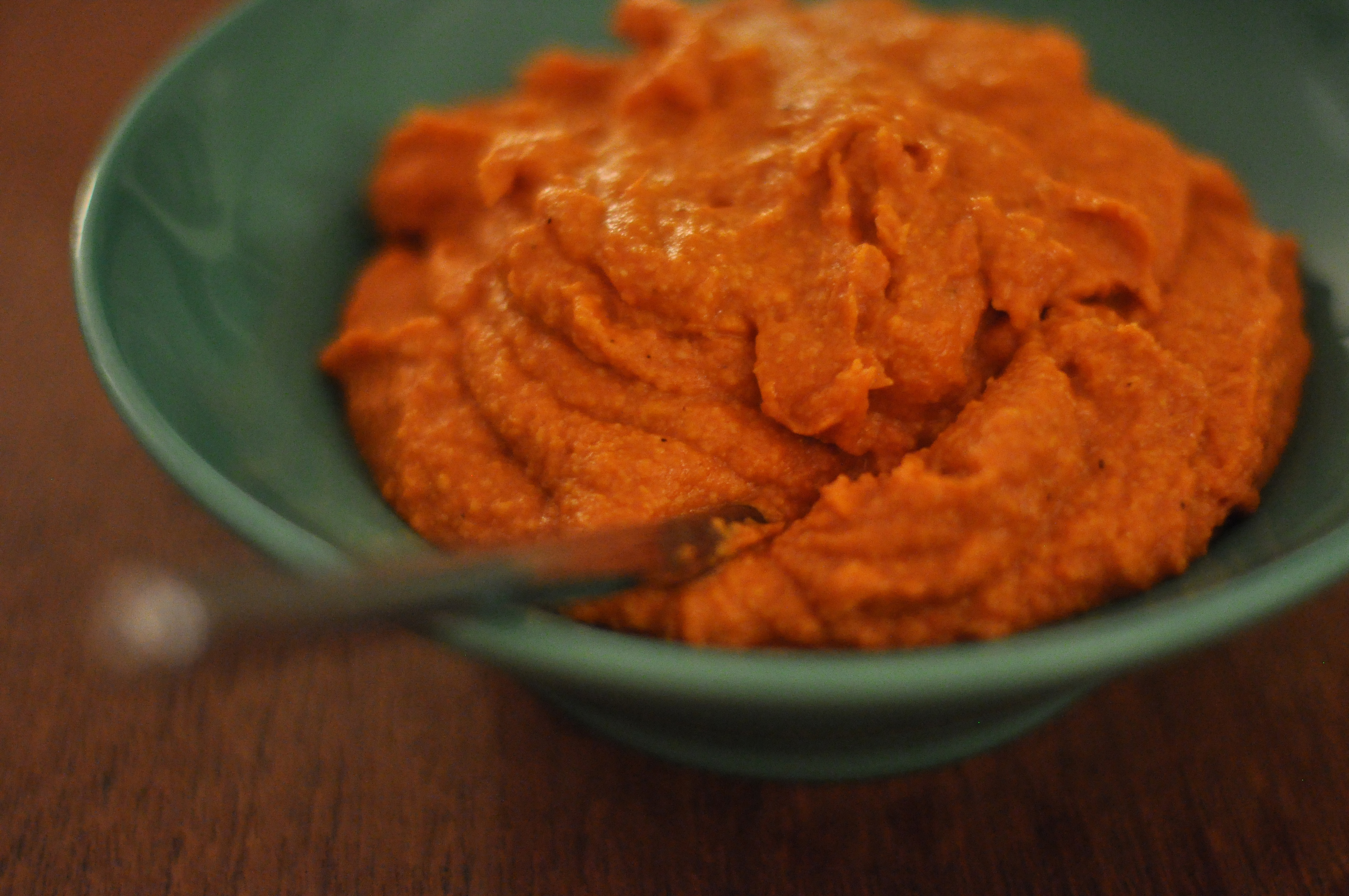
Густой ромеско.

Традиционно ромеско готовится в домашних условиях. Тем не менее, в Испании соус изготовляется и промышленным образом, его можно купить в супермаркетах — правда, как утверждают, вкус его далек от традиционного. Ромеско также встречается на международных онлайн-площадках. В крупных российских торговых сетях отсутствует.

## Компоненты и приготовление
Основа ромеско — томаты и чеснок. В состав соуса также входят лук, миндаль (и/или другие орехи), сладкие и острые перцы (популярно использование консервированных запеченных сладких перцев), оливковое или подсолнечное масло, а также красный винный уксус. Для более густой текстуры в соус рекомендуется добавлять мякоть белого хлеба (впрочем, в этом случае уменьшается срок хранения). Иногда добавляются также листья фенхеля или мяты.
Помидоры, чеснок и сладкие перцы жарятся или запекаются (в духовке или на гриле), после чего с них снимается кожица (у перцев также удаляются семена, если они не были удалены ранее). Орехи обжариваются и зачастую сразу чистятся и измельчаются. На заключительной стадии приготовления все компоненты, включая замоченный ранее белый хлеб в наше время подвергаются совместному блендированию.